# Myronides
Myronides (grekiska Μυρωνίδης, latin Myronides) var en forngrekisk statsman och fältherre i Aten under första hälften av 400-talet f.Kr. I slaget vid Plataiai 479 f.Kr. deltog han med utmärkelse som Aristeides medfältherre och vann segrar över korinthierna vid Megara 458 f.Kr. och boioterna vid Oinofyta 456 f.Kr. Den sistnämnda segern hade till följd att Aten fick övervikt inom större delen av Boiotien, Lokris och Fokis. Myronides inryckte även i Thessalien och belägrade Farsalos, men måste återvända med oförrättat ärende.
Han prisas högt för sitt redbara och fosterlandsälskande sinnelag samt jämställs med sin tids mest framstående män. I politiken tillhörde han centerpartiet, vilket strävade för upprätthållandet av en begränsad demokrati.